# Jonas Noreika
Jonas Noreika, soprannominato generale Tempesta (Šukioniai, 8 ottobre 1910 – Vilnius, 26 febbraio 1947), è stato un militare lituano, collaborazionista dei nazisti tra la prima e la seconda guerra mondiale.

## Biografia
Jonas Noreika nacque nel 1910 nel villaggio di Šukioniai, intraprese a diciannove anni la carriera militare e diventò presto ufficiale. Nel 1933 pubblicò il libro “Alza la testa, lituano!” di contenuto antisemita.
Quando il 28 ottobre del 1940 l’URSS invase la Lituania organizzò, al fianco dei nazisti, la resistenza ai sovietici col Fronte attivista lituano. Dopo lo scioglimento dell'organizzazione da parte dei nazisti, cominciò a perseguitare gli ebrei e ne confiscò le abitazioni.
Il 13 o il 15 luglio 1941 compie il massacro di Plungė, dando l'ordine di uccidere tutti gli ebrei della città, compresi bambini, donne e anziani, dopo averli fatti condurre prima nella sinagoga e successivamente nel bosco.
Fu anche il mandante dello sterminio del 1941 dell'intera comunità ebraica della città di Zagarje, compresi donne e bambini. L. Lifshits, un prigioniero del ghetto, ha fatto ricerche sul materiale del museo Aušra di Šiauliai e ha accusato Noreika di aver ucciso 5 100 ebrei.
Successivamente i rapporti di Noreika con i tedeschi si deteriorarono e fu arrestato. Durante la ritirata nazista, approfittando della confusione, riuscì a intrufolarsi nell'Armata Rossa, ma fu arrestato, processato e fucilato nel 1947 per verdetto del tribunale sovietico.
Noreika in Lituania è ancora celebrato come un eroe della patria: è ad oggi presente un busto in bronzo davanti alla biblioteca dell’Accademia delle scienze della Lituania.
La giornalista americana Silvia Foti, nipote di Noreika, il 14 luglio 2018 ha pubblicato un articolo al termine di un lavoro di ricerca durato diversi anni in cui accusa il nonno di complicità coi nazisti e dell'omicidio di molti ebrei.